# Kamnje
Kamnje é uma vila localizada no município de Ajdovščina na Eslovênia. Possuía uma população estimada de 206 habitantes em 2020.